# De kleinste liefde ter wereld
De kleinste liefde ter wereld is een hoorspel van Miklós Gyárfás. Die kleinste Liebe der Welt werd op 25 juni 1972 door de Saarländischer Rundfunk uitgezonden. De NCRV bracht het reeds op maandag 11 oktober 1971. De vertaling was van Antal Sivirsky; de regisseur was Wim Paauw. Het hoorspel duurde 39 minuten.

## Rolbezetting
- Ann Hasekamp (de vrouw)
- Ton Lutz (de man)
- Gijsbert Tersteeg (de professor)
- Eva Janssen (de non)
- Jan Borkus (de directeur)
- Corry van der Linden (Annie)

## Inhoud
De technische mogelijkheid een stem te “verkleinen” heeft de auteur omgevormd tot een dramaturgische idee. Het morele verschrompelingsproces van een man die zijn vrouw ontrouw werd, wordt letterlijk voltrokken. De man wordt steeds kleiner - en dat zelfs tot verrukking van zijn vrouw - terwijl zijn proporties behouden blijven en het kleine figuurtje het vrouwelijke oog goed doet. Begrijpelijkerwijze zijn er moeilijkheden en groteske contrasten, zo bijvoorbeeld als het kleinduimpje tot bankdirecteur bevorderd wordt en op zijn eigen benoemingsoorkonde wandelt…